# Cahaba (rivière)
La rivière Cahaba, appelée aussi à ses débuts rivière Cahawba, est une rivière de l'État de l'Alabama aux États-Unis, affluent majeur de la rivière Alabama.
Elle prend sa source au nord de la ville de Birmingham dans le piémont des Appalaches. La rivière coule au sud-ouest au centre de l'Alabama, puis tourne au sud-est et rejoint la rivière Alabama à la ville fantôme et ancienne capitale de l’Alabama de Cahaba dans le comté de Dallas .

## Source
- (en) Cet article est partiellement ou en totalité issu de l’article de Wikipédia en anglais intitulé « Cahaba River » (voir la liste des auteurs).